# Dascyllus melanurus
El pez damisela blanco y negro (Dascyllus melanurus) es una especie de peces de la familia Pomacentridae en el orden de los Perciformes. Es habitante de los arrecifes coralinos en aguas del Océano Indo-Pacífico, su coloración peculiar, su versatilidad y resistencia como especie de acuario los han vuelto una especie común en el mercado de los animales de compañía y acuariofilia.

## Morfología
Los machos pueden llegar alcanzar los 8 cm de longitud total.

## Hábitat
Es un pez de mar.

## Distribución geográfica
Se encuentra desde Sumatra hasta Vanuatu, las Islas Ryukyu, Nueva Caledonia y Tonga.

## Cuidado en cautiverio
Dascyllus melanurus es una especie considerada como resistente por los especialistas en acuarios de agua salada. Debido a esto y su precio suele ser bajo a menudo se recomienda como especie para que los novatos en el cuidado de peces marinos ganen experiencia en la afición.
El acuario debe tener una capacidad mínima de 30 litros requerido para albergar permanentemente a este pez. Aunque con la reciente popularidad de los acuarios tipo “Nano-Reef” se dice que pueden sobrevivir en contenedores más reducidos, de hasta solo 7 litros.
Se trata de un pez agresivo, incluso en comparación con muchas damiselas. Con frecuencia acosan a los peces de tamaño similar o incluso mayor. Es territorial con los miembros de su propia especie y con los ejemplares (de cualquier especie) recientemente incorporados al tanque. Esto a menudo hace difícil añadir otros pequeños peces en un acuario. Sin embargo, es una especie de arrecife y no dañará a los invertebrados como corales, estrellas de mar, pepinos de mar y anemonas. A pesar de su cuidado de la naturaleza resistente se recomienda tener cuidado al colocar ejemplares de esta especie en tanques con peces depredadores como el pez león Pterois volitans y el mero (peces del género Epinephelus), dado que suelen ser el alimento de estos peces.